# Bhagawan Nityananda
Bhagawan Nityananda (Décembre 1897 - 8 août 1961), Raman de son prénom de naissance, mais plus couramment appelé "Bade Baba", est un maître spirituel hindou révéré en Inde et dans le Siddha Yoga. Son nom signifie perpétuelle (nitya) félicité (ananda). Il  a notamment eu pour disciple Swami Muktananda, à son tour maître de Gurumayi Chidvilasananda, représentante actuelle du Siddha Yoga dans le monde. Selon Swami Muktananda, Nityananda appartenait à une catégorie de Yogis appelé par Abhinavagupta:  "Samsiddhika gurus" ou "Janma Siddhas", des yogis nés réalisés, et qui ne suivent pas le chemin classique des pratiques spirituelles ou du service auprès d'un Guru. En hommage et par respect pour lui, ses disciples l’ont appelé Bhagavan, un terme qui signifie « le Seigneur, le vénérable, le grand être. ». 

## Biographie

### Enfance
Les détails sur la naissance et les premières années de Nityananda sont relativement peu connus, lui-même ne les partageait pas volontiers, affirmant qu'ils n'avaient pas d'intérêt particulier. Selon ses disciples, Nityananda est un bébé abandonné dans le village de Tuneri, Kozhikode, Kerala, en Inde, trouvé par une femme nommée Uniamma Nair, qui était mariée à Chathu Nair. Le couple Nair a adopté cet enfant et s'est occupé de lui avec leurs cinq enfants. Nityananda a été nommé Raman par ses parents adoptifs. Le couple Nair était des fermiers, qui s'occupaient également de fermes appartenant à Ishwar Iyer, un riche avocat. Chathu Nair, le père adoptif de Nityananda est mort quand il avait trois ans et sa mère adoptive, Uniamma Nair, quand il avait six ans. Avant de mourir, elle l’a confié  à Ishwar Iyer. Même dans l'enfance, Nityananda semblait être dans un état spirituel inhabituellement avancé, ce qui a donné à penser qu'il était né illuminé. Alors qu'il a à peine plus de 10 ans, au cours d'un pèlerinage sur divers lieux saints (Bénarès notamment)  en compagnie d'Ishwar Iyer, Nityananda lui annonce sa décision de quitter son domicile et de mener une vie errante. Il retourne cependant voir son protecteur peu de temps avant sa mort, vers ses 16 ans, à la grande joie de ce dernier, qui répète "Nityananda, Nityananda" en le voyant (un mot qui signifie «toujours dans la félicité»), ce nom lui restera attaché à partir de cet instant.  

### La jeunesse de Nityananda
Les allées et venues de Nityananda dans sa jeunesse sont très peu documentées. De ce qui a été rassemblé par ses disciples au fil des années, entre 16 et 20 ans, Nityananda est un yogi errant, voyageant à pieds notamment dans l'Himalaya et l'Inde du Nord. Vers 1917, il est de retour dans le sud de l'Inde, où il se déplace régulièrement à pieds dans la région de Mangalore, Kanara, Kanhangad. Il a l'allure d'un saddhu, à peine vêtu d'un pagne, souvent aperçu debout sur un arbre, jetant des feuilles à ceux qui le regardent, qui les guérissent de leurs maux. Nityananda acquiert rapidement une réputation de dispensateur de remèdes miraculeux,  bien qu'il n'en ait jamais accepté la responsabilité. Il disait: "Tout ce qui arrive, se produit automatiquement par la volonté de Dieu."   
Yogi désargenté, il fait construire un ashram près de Kanhangad, dans l'État du Kerala, suscitant la suspicion de la police locale, qui le soupçonne d'être un faux-monnayeur.  Selon la légende, Nityananda les emmène dans une mare infestée de crocodiles dans la jungle, il y plonge et produit des poignées de billets, ce qui mit fin aux soupçons de la police. D'autres épisodes merveilleux, assez comparables à ce qui peut être lu dans  "La Légende dorée" sur les saints chrétiens, sont relatés par Swami Mukatananda dans la biographie pleine de dévotion qu'il écrit sur son maître spirituel, "Bhagavan Nityananda de Ganeshpuri", témoignage rare d'une relation guru-disciple. 
Le temple de la colline et l'ashram de Kanhangad sont devenus des lieux de pèlerinage, gérés par le Swami Nithyananda Ashram Public Trust, tout comme le Guruvan, une forêt dans les collines voisines où Nityananda se rendait fréquemment.

### La maturité
Une fois l'ashram de Kahangad construit, en 1933, Nityananda effectue des va-et-vient entre cet endroit et la vallée de la Tansa, dans l'État du Maharashtra (Nord de Mumbai).  Sa réputation de faiseur de miracles attire alors les gens alentour, et en 1936, Nityananda est autorisé à s'installer à côté d'un ancien temple de Shiva dans le village de Ganeshpuri, le Bhimeshwar Mahadev. La famille qui s'en occupait lui construit une hutte. Au fur et à mesure que ses visiteurs et ses fidèles sont de plus en plus nombreux, la hutte devient un ashram, dans lequel il a vécu ses 25 dernières années, jusqu'à sa mort en 1961. 
Bhagavan Nityananda a également été à l'origine de nombreuses œuvres philanthropiques. Au cours des 25 années passées à Ganeshpuri, il a transformé le village en veillant à l’éducation des villageois, organisant des distributions de nourriture, de vêtements, scolarisant les enfants et pourvoyant à la construction de routes et d’équipements locaux, comme le tout premier hôpital de Ganeshpuri, grâce aux dons de ses disciples. En solidarité avec les plus pauvres, Nityananda avait renoncé à se vêtir, et ne portait qu'un pagne minimaliste (langoti), alors que la température de Ganeshpuri en hiver descend en dessous de 15°. 
En 1956, Bhagavan Nityananda a demandé à Swami Muktananda, l’un de ses principaux disciples qui devait plus tard devenir son successeur, de s’installer non loin de là, dans le village de Gavdevi. Swami Muktananda était surnommé Baba, aussi les disciples se mirent à appeler affectueusement Bhagavan Nityananda : Bade Baba, ce qui signifie en hindi « Baba l’aîné» . 

### Samadhi final
Le samadhi final, ou mahasamadhi est le moment où dans la tradition indienne, un maître spirituel accompli  "quitte son corps". Nityananda est décédé le 8 août 1961 à l'âge de 63 ans. Des milliers de personnes venues de toute l'Inde se sont rendues à la procession qui s'est achevée avec l’installation de son corps  dans un sanctuaire, situé à Ganeshpuri au Samadhi Mandir, à côté des trois sources chaudes ("Bhimkundas") dans lesquelles il aimait se baigner au petit matin.
Un temple lui est aussi dédié dans l'ashram du Siddha Yoga de Gurudev Siddha Peeth à 2 kilomètres du petit village de Ganeshpuri.
L'ashram de Bhagavan Nityananda, et d'autres bâtiments associés à sa vie à Ganeshpuri sont conservés par les Shree Bhimeshwar Sadguru Nityan et Sanstha Ganeshpuri. Ce trust est également responsable de son sanctuaire à Ganeshpuri, qui est un lieu de pèlerinage.

## Les Enseignements de Bhagavan Nityananda
Nityananda était considéré de son vivant comme un avadhuta: celui qui est né en étant absorbé dans l'état transcendantal. En tant que guru, Nityananda a donné relativement peu d'enseignements verbaux. À partir du début des années 1920, ses fidèles à Mangalore s'asseyaient avec lui le soir, pour être en sa présence, mais il gardait le silence la plupart du temps, un silence qu'il conservait parfois plusieurs jours d'affilée. Il lui arrivait parfois de donner des enseignements, souvent difficiles à comprendre, qu'une de ses disciples nommée Tulsi Amma (1882-1945) a consignés, ainsi que des réponses à des questions spécifiques. Plus tard, ces notes ont été compilées et publiées dans la langue Kannada, puis traduites en anglais. Elles sont connues sous le nom de "Chidaksha Gita", bien que leur utilité pour comprendre l'enseignement de Nityananda soit sujette à caution. 
Selon Muktananda, les rares fois où il s'exprimait, Nityananda mettait l'accent sur la pureté de l'esprit (il disait:  "Quand l'esprit est là, on demeure un être humain ordinaire. Quand l'esprit a été transcendé, on devient un sage, un saint"), la pureté des sentiments, la foi en Dieu et la méditation. L'essentiel de son enseignement était toutefois silencieux, et transmis par sa présence physique, une photo ou selon Muktananda, le seul fait de se relier à lui par la pensée.
Son enseignement est souvent résumé par cette citation:  "Le Cœur est le centre de tous les lieux sacrés. Allez-y et explorez-le". Nityananda enjoignait constamment les gens autour de lui à s’intérioriser et à méditer.
Nityananda avait le pouvoir de transmettre l'énergie spirituelle (shaktipat) à ses disciples par des moyens non verbaux. Il pouvait aussi être extrêmement fougueux et intimidant dans son comportement, au point de jeter des pierres à l'occasion. C'était sa façon de dissuader les gens qui n'étaient pas sincères dans leurs aspirations spirituelles, ou qui venaient à lui avec des arrière-pensées matérielles (comme lui demander les numéros gagnants du loto). Mais même ceux sur qui il jetait des pierres rapportaient en avoir tiré des bénéfices.

### Citations
- «Le Cœur est le centre de tous les lieux sacrés. Allez-y et explorez-le»
- « L’important, ce n’est pas la grâce du Guru envers le disciple, mais la grâce du disciple envers le Guru. Dès l’instant où le disciple s’abandonnera complètement au Guru, la grâce du Guru lui sera complètement accordée »[3].
- «L'océan est rempli d'eau, c'est la taille du contenant que vous apportez pour le remplir qui va déterminer la quantité d'eau que vous emporterez»[2]
- « Si vous avez un esprit, vous êtes un être humain. Si vous n’avez pas d’esprit, vous êtes soit un grand sage, soit un malade mental. »  [3]
- «Tous les mantras sont un, tous sont OM. Om Namah Shivaya est en réalité "Shivo'Ham" (je suis Shiva) » [4].

## Disciples et postérité
Un grand nombre de swamis, sages et chercheurs venaient recevoir ses enseignements, même silencieux. Parmi ses plus proches disciples et successeurs:
Swami Muktananda, est considéré son disciple principal, ayant accompagné les 5 dernières années de la vie de Nityananda. Il est celui à qui Nityananda a transmis sa grâce finale. Muktananda raconte les derniers instants de son maître dans son autobiographie spirituelle, "Le Jeu de la conscience". Muktananda a créé le mouvement spirituel Siddha Yoga,  dirigé par Gurumayi Chidvilasananda depuis 1982. Si Nityananda n'a rien écrit, ni laissé de discours, Swami Muktananda, a toutefois largement écrit sur sa relation avec lui dans plusieurs livres, cités en bibliographie. Ces livres sont emplis de la dévotion totale d'un disciple envers son maître, la description de shaktipat, le moment où Nityananda accorda sa grâce à son disciple Muktananda, le 15 août 1947, est particulièrement détaillée.
Swami Janananda était également un proche disciple de Bhagavan Nityananda, il était considéré comme un être pleinement réalisé. Il s'occupait de l'ashram de Nityananda et de ses grottes à Kanhangad, en Inde du Sud.
Swami Dayananda, plus connu sous le nom de Shaligram Swami semblait si avancé que beaucoup ont pensé à lui comme un successeur naturel. Cependant, Shaligram est mort à un jeune âge, quelques mois avant que Nityananda ne décède lui-même.
D'autres enseignants spirituels connus sont venus le voir à Ganeshpuri à un moment de leur vie, comme Nisargadatta,ou Rudi (alias Albert Rudolph, ou Rudrananda). Gandhi est également venu lui rendre visite.

## Filmographie
- "Sadguru Nityananda", un DVD sur la vie de Nityananda, Niranjan Suvarna, Suvarna Pictures.